# Nops siboney
Espèce
Nops siboney est une espèce d'araignées aranéomorphes de la famille des Caponiidae.

## Distribution
Cette espèce est endémique de Cuba. Elle se rencontre dans les provinces de Santiago de Cuba, de Guantánamo, de Villa Clara, de Matanzas et de Pinar del Río.

## Description
Le mâle holotype mesure 7,60 mm et la femelle 8,70 mm.
Le mâle décrit par Sánchez-Ruiz et Brescovit en 2018  mesure 9,3 mm et la femelle 9,7 mm.

## Étymologie
Son nom d'espèce lui a été donné en référence au lieu de sa découverte, Siboney.

## Publication originale
- Sánchez-Ruiz, 2004 : Current taxonomic status of the family Caponiidae (Arachnida, Araneae) in Cuba with the description of two new species. Revista Ibérica de Aracnología, vol. 9, p. 95-102 (texte intégral).